# Lindø Rugby Sports Club
Lindø Rugby Sports Club er en dansk rugbyklub, der er hjemmehørende i Lindø ved Munkebo.
Klubben blev danmarksmestre 1997, 1998, 1999, 2000, 2001, 2002.
| Rugby | Spire Denne artikel om rugby er en spire som bør udbygges. Du er velkommen til at hjælpe Wikipedia ved at udvide den. |